# 武装突袭2
《武装突袭2》是一款由波希米亞互動工作室开发的军事模拟游戏。通常它被认为是继《武装突袭》之后《闪点行动：冷战危机》系列的真正续作。
2010年6月29日波西米亚互动工作室已推出《武装突袭2》首部獨立資料片《武装突袭2：箭头行动》（ArmA 2: Operation Arrowhead）。

## 游戏性
《武装突袭2》是一款融入了大量车辆与飞行器的战术射击游戏。玩家也可以指挥电脑控制的小队成员，从而给游戏加入了实时战术的元素。新引入的高阶指挥系统更允许玩家通过地图指挥多个小队。

## 剧情概述

### 战役

#### 丰收红色
丰收红色(Harvest Red)战役设定在一个名为黑俄罗斯（Chernarus）的当代前苏联加盟国。该国政局处于动荡之中。由西方支持的民主主义政权试图从前共产主义力量中巩固权力，在几个月的内战之后，共产主义力量推翻政府、成立社会主义共和国的企图失败。民主派寻求西方的帮助来平息内乱，美国派出了海军陆战队与一支远征攻击队开进黑俄罗斯。战役任务就此开始。玩家将扮演剃刀小队（Razor Team）军士长马修「库珀斯」库珀（Matthew "Coops" Cooper）。本战役任务最多有19个；线性剧情共有7个结局：
- War that never was（战争从未发生过），要求：普利兹拉克死亡，CDF与NAPA成为友军，罗波特夫被抓获，俄罗斯军队撤军，黑俄罗斯重回CDF的管辖之下，剃刀小队回到了美国海军溪山号。
- Setting Sail（开船开溜）要求：普利兹拉克死亡,CDF与NAPA成为友军，抓到罗波特夫，基地被摧毁：虽然俄军撤走了，但红星运动在南扎戈里亚的胜利已经不可避免。剃刀小队一行带着国防军和民族党的几位首领向Electrodravosk走，想要在那里找到向西的海岸高速路逃到西南方的黑俄罗斯中部，但发现路面上到处都是红星运动的车辆。一行人于是决定找船，在城里找来找去终于找到一艘橡皮艇，由于只能载4个人，所以民族党和国防军军官们决定留下，库珀一行乘船离开。黑俄罗斯的内战随后又打了一年，国防军才最终平息了起义。
- Missing in Action（行动中失踪）：罗波特夫未抓获,基地被摧毁:国防军/民族党（视玩家选择）的战线已经崩溃，剃刀小组决定撤退。他们去了一个国防军的撤离点。在撤离点他们遭到了罗波特夫本人带着俄军特种兵和红星运动布下的埋伏，剃刀小组不肯投降，在反抗中都被打死。剃刀小队在世界上成了一个迷。国防军再也无力制止红星运动的活动，又不消一年红星运动统一整个黑俄罗斯建立黑俄罗斯社会主义共和国，罗波特夫成为独裁者，数年后被刺杀，但这什么都没改变。
- Relevation（出乎意料）：要求：普利兹拉克死亡，NAPA和CDF成为友军，罗波特夫死亡，摧毁了红星运动和俄军的基地：红星运动被击溃，俄军也被赶出黑俄罗斯，在剃刀小组准备撤出时国防军的首领斯塔沃维奇给了他们最后一个任务，说要到克拉斯诺斯塔夫以北找一个民族党的间谍奥列基奇，到了那儿后奥列基奇正和国防军的情报军官马尼在那儿等着，说他们找到了一些红星运动的情报，发现俄罗斯政府和军队中的一些人和罗波特夫秘密勾结，正在此时俄军为了挽回现在的失败局面，同意使用大规模核武器，于是在黑俄罗斯北部投下一枚核弹，剃刀小组全部阵亡。世界陷入大规模核冲突。
- Newborn Republic（新生的共和国）（CDF线）：要求：加入CDF，普利兹拉克存活，罗波特夫被抓获，摧毁了红星运动的基地：事情基本解决，国防军继而准备镇压民族党。剃刀小组返回美国，费奥多尔神父（普利兹拉克）消失，民族党在几年后被彻底镇压，多数指挥员遭到审判，但费奥多尔神父最终没有落网。
- Newborn Republic（新生的共和国）（NAPA线）要求：加入NAPA，普利兹拉克存活，罗波特夫死亡：民族党成了内战的最终胜利者，剃刀小组离开黑俄罗斯，普利兹拉克消失了，但几年之后一个神父费奥多尔（普利兹拉克）神奇地在大选中获胜成为总理，他宣布驱逐所有俄罗斯族人，1年后最后一户俄罗斯族人也被迫迁入俄罗斯，为此多数联合国成员国与黑俄罗斯断交。
- Fine. Let's leave（回到柏林）：要求：在Razer II一关指挥官询问队长的死对剃刀小队打击太大,剃刀小队是否要撤回柏林吃完饭时选择此选项会触发此小结局.

波希米亚互动曾在E3上透露本款游戏将有“角色扮演”的感觉：游戏中的事件将会影响主角以及整个战役的进程。比如，如果恐吓非平民将会失去他们的信任，从而鼓励他们向敌对力量透露有用的情报。

### 背景设定
游戏展现了一个名为黑俄罗斯的前苏维埃地区，包含South Zagoria省以及Útes岛。
这片大约面积为225 km²的地区是參考捷克中部山脈（捷克語：České středohoří）的真实卫星图像制作的。所有必要的数据都会在后台读入，所以当玩家在整个地区移动时不会被读取屏幕所打断。

### 派系
武装行動2中包含了5支迥异的武装力量，他们有各自的车辆和武器。黑俄罗斯的平民被夹在他们之间。
- 美国海军陆战队
- 俄罗斯武装力量
- 黑俄罗斯国防军（Chernarussian Defence Forces，簡寫CDF）
- 黑俄罗斯红星运动（Chernarussian Movement of the Red Star，簡寫ChDKZ）
- 国家党 （National Party，簡寫NAPA）
- 黑俄罗斯平民

## 开发

### 引擎
武装突袭2得益于第三代的Real Virtuality游戏引擎。经过10年的不断开发，此引擎已被全球许多军队用于模拟训练。
一些新的特性包括：
- 多核心处理器支持
- 凸凹纹理映射材质
- 视差映射
- 新的玻璃金属质感及反光
- 微AI
- 内建的动态对话系统
- 动态阴影
- 新的规范化的纹理
- 新的着色器

## 杂项
- 闪点行动由波希米亚互动工作室开发（Real Virtuality引擎所有者），并由Codemasters（闪点行动品牌所有人）发行。武装突袭与武装突袭2是闪点行动真正意义上的续作。
- 黑俄罗斯（Chernarus）是白俄罗斯（Belarus）的一个文字游戏。
- 黑俄罗斯的地貌大量基于波希米亚工作室所在的捷克共和国制作。
- 黑俄罗斯政府军、国家党和平民所说的语言是捷克语，红星运动和俄军说俄语，美军则说英语。